# Сонгдален
Сонгдален (норв. Songdalen) — коммуна в губернии Вест-Агдер в Норвегии. Административный центр коммуны — город Нуделанн. Официальный язык коммуны — нейтральный. Население коммуны на 2007 год составляло 5728 чел. Площадь коммуны Сонгдален — 215,77 км², код-идентификатор — 1017.

## История населения коммуны
Население коммуны за последние 60 лет.

Статистика коммуны Сонгдален